# 斯坦福-比奈智力量表
斯坦福－比奈智力量表(Stanford-Binet Intelligence Scale)，由美国斯坦福大学的路易斯·特曼通过修订比奈—西蒙智力测验量表后编成的智力量表。于1916年首次发表，以后又多次修订。共九十个测验项目，按年龄将项目分组，每个年龄组有六个。
斯坦福－比奈智力測驗的發展開創了現代的智力測驗領域的研究。史丹福比奈起源於法國政府授權法國心理學家比奈研發辨認智力缺陷兒童以用於安置到特殊教育課程的方法。因為比奈被告知，個案研究也許更加詳細和往往更加有用，但需測驗很大數量的人會是巨大的工程。不幸地，他和他的助手Henri(1892-1940)在1896年發展的測量大部分是不符期望的。

## 發展
之後，阿爾弗雷德·比奈(Alfred Binet)和醫師西奧多・西蒙(Theodore Simon)合作，他們從事關於法國小學生的智力缺陷研究。在1905年至1908年之間，他們在Grange-aux-Belles的一所男童學校進行研究。使用試題難度逐漸增加的測驗，這個測驗測量了一些像注意、記憶和語言運用能力。這測驗包含30個題目，從依照指令摸自己的鼻子或耳朵，到靠記憶畫出圖形設計，到說出一抽象概念的定義。
比奈是以信賴區間來解釋他的測驗分數，因為他認為智力是具有可塑性的，且心理計量測驗有固有的誤差(Fancher 1985) 。
在1916年，史丹福大學的心理學家劉易斯Lewis Terman發表史丹福修訂本的比奈量表或簡稱斯坦福比奈。在幾個研究生和檢驗實驗幫助下，他去除了數個比奈西蒙量表項目和增加全新的項目。測驗很快變得很普遍，美國心理學會主席Robert Yerkes決定使用此測驗去開發陸軍甲種(Army Alpha)和陸軍乙種(Army Beta)測驗，來對新兵進行分類。因此，得高分的個體會得到A(高級官員人才)等級，但是得低分的個體會得到E等級和除役(Fancher 1985)。

## 現在用途
自從史丹福-比奈智力量表定名後，它被修訂了多次，而我們當前的版本為史丹福比奈第五版。根據出版者的網站SB5的常模是以2000年美國人口普查中分層隨機抽樣取出的4,800人所建立的。檢驗處理所有項目在性別、種族、文化/宗教、地方和社會經濟狀態問題的偏差。效度驗證資料被使用於史丹福-比奈智力量表，第四編輯的史丹福比奈有L-M，Woodcock Johnson. III、普遍非語言的智力測驗™, the Bender®-Gestalt, the WAIS®-III, the WIAT-II, the WISC-III®, and the WPPSI-R®.
低變項在個體跨年齡的比較表明測驗有高信度。它的特點流體智力、知識、數量推理、視覺空間處理和工作記憶如同五個因素測試。這些因素被測試在二個不同領域，口述和非語言，為了準確地估計受試者為聾、有限的英語或溝通混亂。測試項目的例子包括口述比喻測試、口述推理和圖片測試及非語言的知識。總而言之，測試製作者保證新SB5準確地將估計低職務的人、正常智力和天賦的最高水平(Riverside Publishing,2004年) 。
學生特別凸出的得分在這個測驗也許被視為聰慧、適度地有天賦、高度有天賦、極端有天賦或深刻地有天賦(對比這些已過年齡時期為低得分。這項標準是相對於實際年齡的心智得分，聰穎的為一個標準差，有天賦的為兩個標準差。在史丹福比奈量表上的的高智商，目前要求得分132，因為測驗的標準差為16，這相當於在常態分佈的母群平均數以上兩個標準差。

## 批評與爭議
儘管最近修正(史丹福比奈5), 一些遺留的有爭論的準確性和偏差試題; 但是，許多心理學家相信顯著有效的展示， 史丹福比奈智力量表是有效的評估。
有人指出"智商測試的應用格外的好，他們預言學術成功或失敗……他們這種代表問題傳統上控制學校課程"由項目的組成(1979 年: 255) 和因而預言學校吸收那個類別。進一步，"孩子以同樣當前狀態在智商測試項目也許相當廣泛變化根據他們的認知能力。" (ibid.: 258)
標準化的測試有效性譬如史丹福比奈為測試一般智力(和確實的一般智力的整體概念) 由一定數量的評論員評論。一個著名的例子是Stephen Jay Gould，特別在他的著作The Mismeasure of Man。比奈最初構想他的測試是被執行的一對一與一位稽查為查出問題範圍，而不是線性地排列學生一般智力的手段。

## 其他
- 教育心理學
- 社會心理學
- 認知心理學
- 智力